# Panicum soderstromii
Panicum soderstromii är en gräsart som beskrevs av Fernando Omar Zuloaga och Tatiana Sendulsky. Panicum soderstromii ingår i släktet vipphirser, och familjen gräs. Inga underarter finns listade i Catalogue of Life.